# Kim Sander
Kim Sander Hansen (14. juli 1956 – 28. juni 1992) var en dansk fodboldspiller.
Kim Sander var fodboldspiller for blandt andre AGF, IHF og Skovbakken. Kim Sander opnåede, som AGF-spiller, 2 landskampe for det danske fodboldlandshold mod henholdsvis Sovjetunionen og Schweiz. Begge kampe blev spillet i sommeren 1980.
Han indledte karrieren i 2. divisionsklubben IHF og spillede her i seks sæsoner frem til 1978, hvor klubben rykkede ned, og Kim Sander sagde ja til en professionel kontrakt hos AGF. Med AGF vandt Kim Sander sølv i 1982 og bronze i 1983, hvorefter han skiftede til Nørresundby BK . Kim Sander stoppede som aktiv i 1986 efter to sæsoner hos Skovbakken.
Kim Sander døde i en alder af blot 35 år efter at have fået konstateret sklerose.
Position: Midtbane